# Philippe Dupuy
Philippe Dupuy (Sainte-Adresse, 15 december 1960) is een Franse stripauteur. Hij is vooral bekend van zijn samenwerkingen met Charles Berberian, met wie hij in een adem wordt genoemd.

## Carrière
Philippe Dupuy tekende vanaf 1980 voor verschillende kleine stripbladen. In 1983 leerde hij Berberian kennen met wie hij voortaan zou samenwerken. Ze staan beiden in voor zowel scenario's als tekeningen en hebben een eigen, elegante en eenvoudige stijl gecreëerd. In het stripblad Fluide Glacial publiceerden ze de strip Red, Basile et Gégé. Hun bekendste strips zijn Meneer Johan en Henriette. Met Yann maakte het duo Vieze sprookjes, naar Perrault. 
Het gezamenlijke werk van Dupuy en Berberian werd bekroond met de Grote Prijs van het Internationaal Stripfestival van Angoulême in 2008. 
- Biblioteca Nacional de España: XX830507
- Bibliothèque nationale de France: cb120738809 (data)
- Catàleg d'autoritats de noms i títols de Catalunya: 981058526502406706
- Gemeinsame Normdatei: 174066163
- International Standard Name Identifier: 0000 0001 2277 5200
- Library of Congress Control Number: nr2004020296
- MusicBrainz: a919a5ba-1b2f-4c58-b436-0d24ee07baf7
- Nationale Bibliotheek van Israël: 987007396887605171
- Nederlandse Thesaurus van Auteursnamen: 072517662
- Istituto Centrale per il Catalogo Unico: CFIV189874
- Système universitaire de documentation: 029026954
- Virtual International Authority File: 24624792